# إيفا غريفيث تومسون
إيفا غريفيث تومسون (بالإنجليزية: Eva Griffith Thompson)‏ هي كاتِبة أمريكية، ولدت في 30 يونيو 1842 في Jennersville, Pennsylvania ‏ في الولايات المتحدة، وتوفيت في 6 فبراير 1925 في ترافورد في الولايات المتحدة.